# Тенсионный спрингалд
Тенсионный спрингалд («пружинная машина», «рутта», «скорпион»; в современной литературе распространено также ошибочное название «бриколь») — средневековый одноплечевой деформационный тенсионный стреломёт, предназначенный для прицельной настильной стрельбы.

## Общие сведения
Тенсионный спрингалд является средневековым изобретением, разработан был предположительно в XI—XII веках. Предназначался для прицельной настильной стрельбы тяжелыми стрелами или болтами. Простая конструкция машины обеспечивала лёгкость постройки и эксплуатации метательной машины, однако была более тяжёлой и громоздкой, чем у арбалета аналогичной мощности, выигрывая у последнего лишь в ширине за счёт вертикального расположения рычага (что могло стать существенным преимуществом в случае установки на палубу корабля или у крепостных ворот).
Широкого распространения машина не получила и предположительно использовалась лишь в случае целесообразности использования за счёт относительно малой ширины либо в отсутствие технической возможности использовать более эффективные и сложные метательные машины, такие как станковый арбалет и торсионный спрингалд.

## Устройство
Тенсионный спрингалд представлял собой укреплённый на массивной станине поворотный станок с закреплённой высокой вертикальной стойкой, в верхней части которой был проделан желобок для вкладывания стрелы, совмещённый с подвижными шарнирными подпорками, регулирующими траекторию полёта стрелы. Позади стойки вертикально располагался длинный упругий деревянный рычаг, прикреплённый к ней у основания, верхняя часть которого при помощи каната соединялась с установленным на станке воротом.
Для стрельбы верхняя часть рычага отводилась назад при помощи ворота и фиксировалась; в желобок на стойке заряжалась стрела, производилось прицеливание машины, после чего спусковое устройство (так называемый крюк-фиксатор) освобождалось и рычаг с силой ударял по тыльной части стрелы.

## Реконструкции
В «Советской военной энциклопедии» и «Фортификационном словаре» указываются теоретические данные, согласно которым машина могла метать стрелы «карро» массой 400 г на расстояние в 1300 шагов (более 900 м), на расстоянии 300 шагов (около 200 м) пробивавшие брёвна толщиной в 150 мм. По словам Александра Зорича, данная информация «вызывает известный скепсис» в силу значительно более скромных результатов экспериментальных испытаний.
Единственной известной на текущий момент действующей реконструкцией машины является уменьшенная модель, построенная англичанином Ральфом Пейн-Геллвеем. Модель имела ясеневый рычаг длиной 1,5 м и шириной 76 мм, набранный из восьми планок толщиной 5,6 мм каждая. Машина метала арбалетные болты массой 85 г на расстояние около 145 м, по эффективности уступая арбалету; сравнительно низкая эффективность могла быть связана в том числе с малыми размерами модели.

## В массовой культуре

### Компьютерные игры и книги
- В компьютерной игре Baldur's Gate фигурируют тенсионные спрингалды, установленные попарно за воротами замков.
- Упоминается в саге о Ведьмаке как метательное орудие под названием зерриканский скорпион.
- Также фигурирует в игре Гвинт.
- Используется в игре Age of Empires IV.